# Centinelas de Cirith Ungol

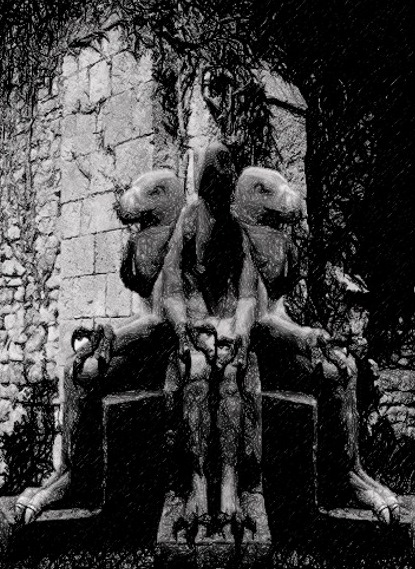
Uno de los dos centinelas de Cirith Ungol.

En el universo imaginario de J. R. R. Tolkien y en la novela El Señor de los Anillos, los centinelas son dos enormes estatuas ubicadas en la entrada de la torre de Cirith Ungol y que funcionaban como puestos de guardia, ya que por alguna poderosa y maligna fuerza que emanaba de ellas era prácticamente imposible penetrar en la fortaleza sin conocer las palabras que servían de contraseña. Al ser vulneradas emitían un fuerte y estridente grito y un poderoso sonido similar al tañido de una gran campana.
Se trataba de figuras esculpidas en piedra negra, que medían más de tres metros de altura. Cada una de ellas tenía tres cuerpos unidos, coronados por tres cabezas que miraban adentro, afuera, y al portal. Las caras eran de buitre, y las manos que apoyaban sobre las rodillas eran como garras.
En el viaje que llevó a cabo Frodo Bolsón para destruir el Anillo Único, primero Samsagaz Gamyi y luego ambos hobbits pudieron trasponerlas invocando a Elbereth y cegándolas con la luz de Eärendil encerrada en el Frasco de Galadriel.